# Mikuláš Dušek
Mikuláš Dušek (Léva, 1913. június 7. – Nyitra, 1994. május 12.) szlovák régész, a révkomáromi Duna Menti Múzeum II. világháború utáni első igazgatója.

## Élete
Előbb tanárként dolgozott, majd 1945-ben gimnáziumi igazgató lett, amely funkciót 1954-ig töltötte be. 1951-ben Pozsonyban a Comenius Egyetemen távúton végezte el a régész szakot. Egy évvel később védte meg a doktori munkáját a Szlovák Duna-mente bronzkori betelepülésének témájában. 1952-1954 között Hetény őskori temetőjét ásatta. 1954-ben a nyitrai Régészeti Intézetben helyezkedett el, ahol idővel az őskori részleg vezetője lett. 1960-ban a tudományok kandidátusa lett és a hallstatt korral kezdett el foglalkozni. Janšák halála után a Szlovák Régészeti Társaság hivatali, majd 1972-1978 között rendes elnöke lett. 1970-ben Szomolányban szervezett nemzetközi szimpóziumot.
Elsősorban a hallstatt kor, a szkíták és trákok vizsgálatával foglalkozott. Pathon a zselízi csoport és egy szláv települést, ill. a mészbetétes kultúra temetőjét, Hetényen pedig egy multikulturális (kelta, ill. honfoglalás kori temető) lelőhelyet kutatott. Komáromszentpéteren (9. századi is), illetve Szomolányban a halomsíros kultúra temetőit, Naszvadon és Érsekújvárban pedig a kora bronzkori ógyallai csoport temetőit tárta fel. 1963-1971 között rendszeres ásatásokat végzett Szomolány-Molpír erődített őskori (Kalenderberg) földvár területén.

## Elismerései

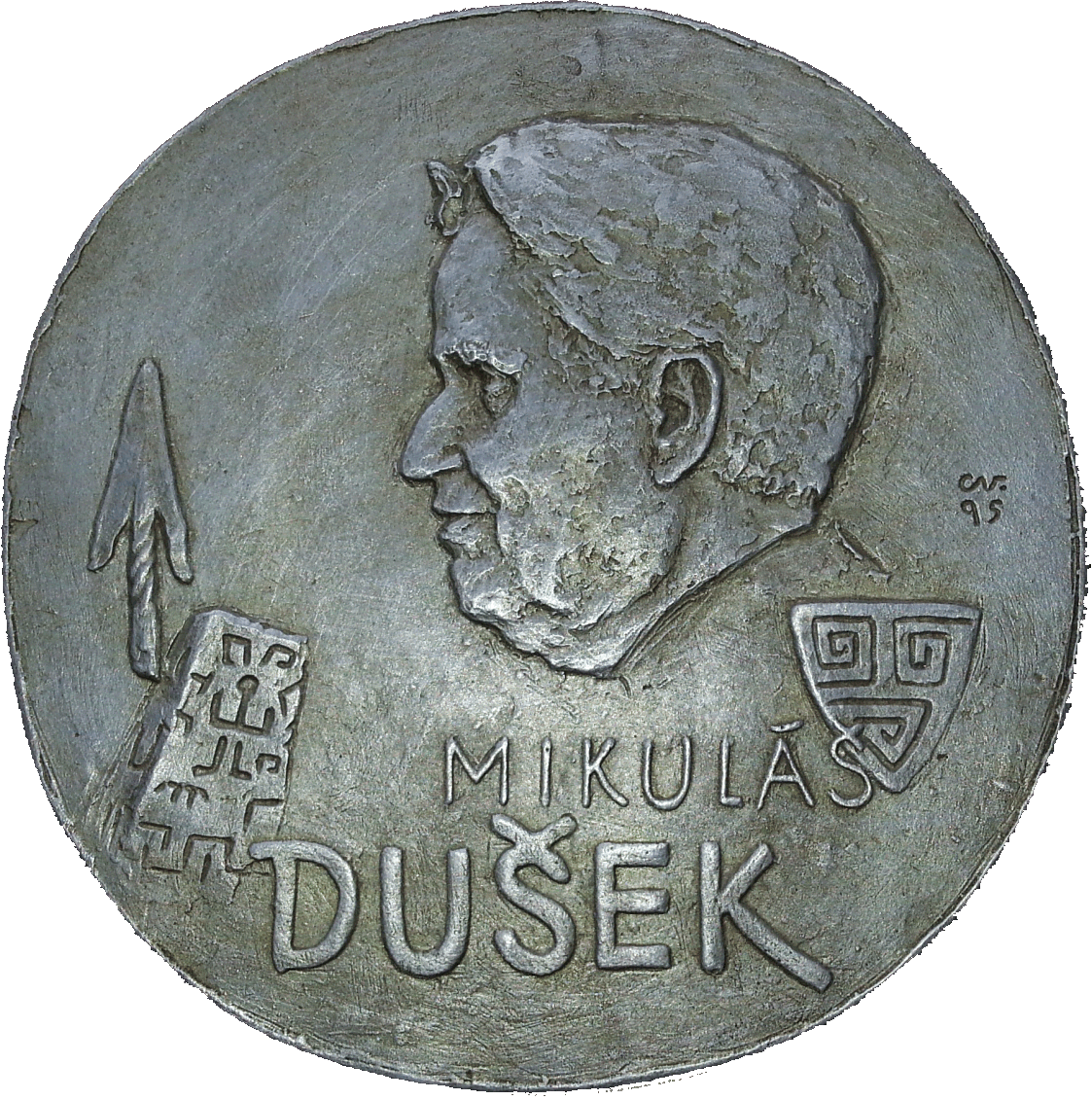

## Művei
- 1953 Skýtske birituálne pohrebište v Chotíne na Slovensku. Archeologické rozhledy V/2, 153-157, 181-184, 271-272, 280-281.
- 1954 Chotín I. – skýtske birituálne pohrebište. Arch. roz. VI/3, 311-316, 329-331, 416-417, 425-426.
- 1954 Popolnicové pohrebište z doby halštatskej v Chotíne na Slovensku. Arch. roz. VI/5, 587-590, 612-613, 708-709, 714-715.
- 1954 Chotín I. – kostrové pohrebište z X. a XI. storočia. Arch. roz. VI/5, 623, 627-628, 710, 716.
- 1955 Skýtsko-halštatské birituálne pohrebište Chotín I. Arch. roz. VII/4, 450-458, 471-475, 559, 564-565.
- 1955 Kostrové pohrebište z X. a XI. storočia v Chotíne na Slovensku. Slov. arch. III/1, 244-263.
- 1956 Halštatská kultúra chotínskej skupiny. Arch. roz. VIII/5, 647-656, 673-675, 762-763, 768-769.
- 1956 Sídlište z doby laténskej v Chotíne na Slovensku. Arch. roz. VIII/5, 668, 676-678, 763, 769.
- 1956 Zásah Skýtov do vývoja doby železnej na Slovensku. V zb. Vědecké zasedání o chronologii pravěku Československa – Příprava k výstavě Pravěk Československa, rotaprint. Praha, 43-44.
- 1957 Žiarové pohrebisko severopanonskej kultúry v Chotíne na Slovensku. Arch. roz. IX/6, 772-775, 789.
- 1957 Severopanónska kultúra na Slovensku. Arch. roz. IX/6, 790-791, 843-851.
- 1957 70 rokov Podunajského múzea v Komárne. Arch. roz. IX, 838, 852-854.
- 1959 Nové nálezy z doby bronzovej na juhozápadnom Slovensku. Arch. roz. XI/4, 488-495, 504-508.
- 1959 Neolitické sídlisko v Patinciach, okres Hurbanovo. Arch. roz. XI/6, 782-784, 804-805.
- 1960 Kostrové pohrebisko z X. st. vo Sv. Petri-II. Arch. roz. XII/3, 355, 370-372.
- 1960 Patince – pohrebisko severopanónskej kultúry. In: Pohrebiská zo staršej doby bronzovej na Slovensku. Bratislava, 139-296. (tsz. Bohuslav Chropovský és Belo Polla)
- 1960 A kecskédi és monostori bronzkori temető. Régészeti füzetek II/8. Budapest
- 1961 Die thrako-skythische Periode in der Slowakei. Slov. Archeol. 9, 155-174.
- 1961 K otázkam pravekého vývoja Juhozápadného Slovenska. Študijné Zvesti AÚ SAV 6, 59-82.
- 1961 Őskori kultúra a Duna mentén. Természet és Társadalom I/6, 38-41.
- 1962 Juhozápadné Slovensko v mladšej dobe halštatskej. Referáty za rok 1961 I. Smolenice, 149-161.
- 1962 Juhozápadné Slovensko v mladšej dobe halštatskej. Arch. roz. XIV/5, 610-625, 635-644.
- 1963 Kostrové pohrebisko z 10. a 11. storočia v Dolnom Petri pri Komárne. Arch. roz. XV/6, 701-704, 710, 713-715.
- 1965 Výskum hradiska z mladšej doby halštatskej v Smoleniciach roku 1963. Arch. roz. XVII/4, 487-495, 504-508.
- 1966 K otázke tráckej keramiky. Arch. roz. XVIII/1, 54-64.
- 1966 Karpatenländische Hügelgräbkultur. Bonn
- 1966 Thrakisches Gräberfeld der Hallsattzeit in Chotín. Bratislava/ Brno
- 1966 Ein Burgwall der jüngeren Hallstattzeit in Smolenice. In: VIIe Congrés International des Siences Préhistoriques et Protohistoriques Tchécoslovaquie – Excursion en Slovaquie
- 1967 Výskum hradiska z mladšej doby halštatskej v Smoleniciach. Arch. roz. XIX/5, 583-591.
- 1967 Bronzezeit Dolný Peter Bronzezeitliches birituelles Gräberfeld. Bonn
- 1969 Bronzezeitliche Gräberfelder in der Südwestslowakei. Bratislava
- 1969 Brandgräberfeld der nordpannonischen kultur in Iža. In: Bronzezeitliche Gräberfelder in der Südwestslowakei. Bratislava, 7-8, 35-49.
- 1974 Symposium zu Problemen der jüngeren Hallstattzeit in Mitteleuropa – Smolenice 25. – 29. September 1970. Bratislava (szerk.)
- 1978 Die Thraker im Karpatenbecken. Amsterdam
- 1979 Zlatý diadém z doby halštatskej zo Senice. Arch. roz. XXXI/4, 404-408, 477-479.
- 1980 Pohrebisko ľudu stredodunajskej mohylovej kultúry v Smoleniciach. Slovenská archeológia 28, 341-382.
- 1984 Smolenice-Molpír – Befestigter Fürstensitz der Hallstattzeit I. Nitra (tsz. Sigrid Dušek)
- 1995 Smolenice – Molpír – Befestigter Fürstensitz der Hallstattzeit II. Nitra (tsz. Sigrid Dušek)
- Les régions carpatodanubiennes et le sud de la Slovaquie ŕ l'étape hallstatienne tardive.

### Magyarul
- A kecskédi és monostori bronzkori temető / Das Gräberfeld in Kecskéd und Monostor aus der Bronzezeit; Történeti Múzeum, Bp., 1960 (Régészeti füzetek)

## Külső hivatkozások
- tahaky-referaty.sk